# بئا سگورا
بئا سگورا (کاتالونیایی: Bea Segura؛ زادهٔ ۲۲ مارس ۱۹۷۵) بازیگر اهل اسپانیا است. وی از سال ۱۹۹۴ میلادی تاکنون مشغول فعالیت بوده‌است.
از فیلم‌ها یا برنامه‌های تلویزیونی که وی در آن نقش داشته‌است، می‌توان به بیمارستان مرکزی، ایه‌رو، سالوادور و لوس ۸۰ اشاره کرد.